# Tunet
Tunet (norwegisch für Vorplatz) ist ein halbkreisförmiges und mit Gletschereis angefülltes Tal im ostantarktischen Königin-Maud-Land. Im Mühlig-Hofmann-Gebirge liegt es an der Nordseite des Hochlinfjellet.
Norwegische Kartographen, die das Tal auch benannten, kartierten es anhand von Luftaufnahmen und Vermessungen der Dritten Norwegischen Antarktisexpedition (1956–1960).